# Shades of Deep Purple
Shades of Deep Purple er debutalbummet fra det engelske heavy metal-band Deep Purple, udgivet i 1968 gennem Parlophone i Storbritannien og Tetragrammaton i USA. Albummet, som er fra før Ian Gillan og Roger Glover kom med i bandet, indeholder udelukkende progressiv rock, og ikke den type heavy metal som senere album ville komme til.
Albummet blev nummer 24 på Billboard's Pop Album-hitliste i USA.
Sangen "Mandrake Root" blev en fanfavorit, og blev ofte spillet af bandet live, hvor keyboard- og guitarsoli somme tider strakte sig i helt op til 15 minutter. En lignende instrumental parring ville senere blive brugt i de udvidede liveudgaver af sangen "Space Truckin'". I den udgave af "Space Truckin'" som blev udgivet på livealbummet Made In Japan i 1972, kan et riff fra "Mandrake Root" tydeligt høres i den instrumentale del.
De første to minutter af det fjerde spor "Prelude: Happiness" er en direkte oversættelse af den første sats af Scheherazade.

## Spor
1. "And the Address" (Ritchie Blackmore, Jon Lord) – 4:38
2. "Hush" (Joe South) – 4:24
3. "One More Rainy Day" (Rod Evans, Lord) – 3:40
4. a) "Prelude: Happiness" (Rimskij-Korsakov, Evans, Blackmore, Nick Simper, Lord, Ian Paice) 
 b) "I'm So Glad" (Skip James) – 7:19
5. "Mandrake Root" (Evans, Blackmore, Lord) – 6:09
6. "Help!" (Lennon/McCartney) – 6:01
7. "Love Help Me" (Evans, Blackmore) – 3:49
8. "Hey Joe" (Billy Roberts) – 7:33

### Bonusspor på cd-genudgivelsen
1. "Shadows" (album outtake) (Evans, Blackmore, Simper, Lord, Paice) – 3:38
2. "Love Help Me" (instrumental version) (Evans, Blackmore) – 3:29
3. "Help!" (alternate take) (Lennon/McCartney) – 5:23
4. "Hey Joe" (BBC Top Gear session) (Roberts) – 4:05
5. "Hush" (live US TV) (South) – 3:53